# Brahmaputra

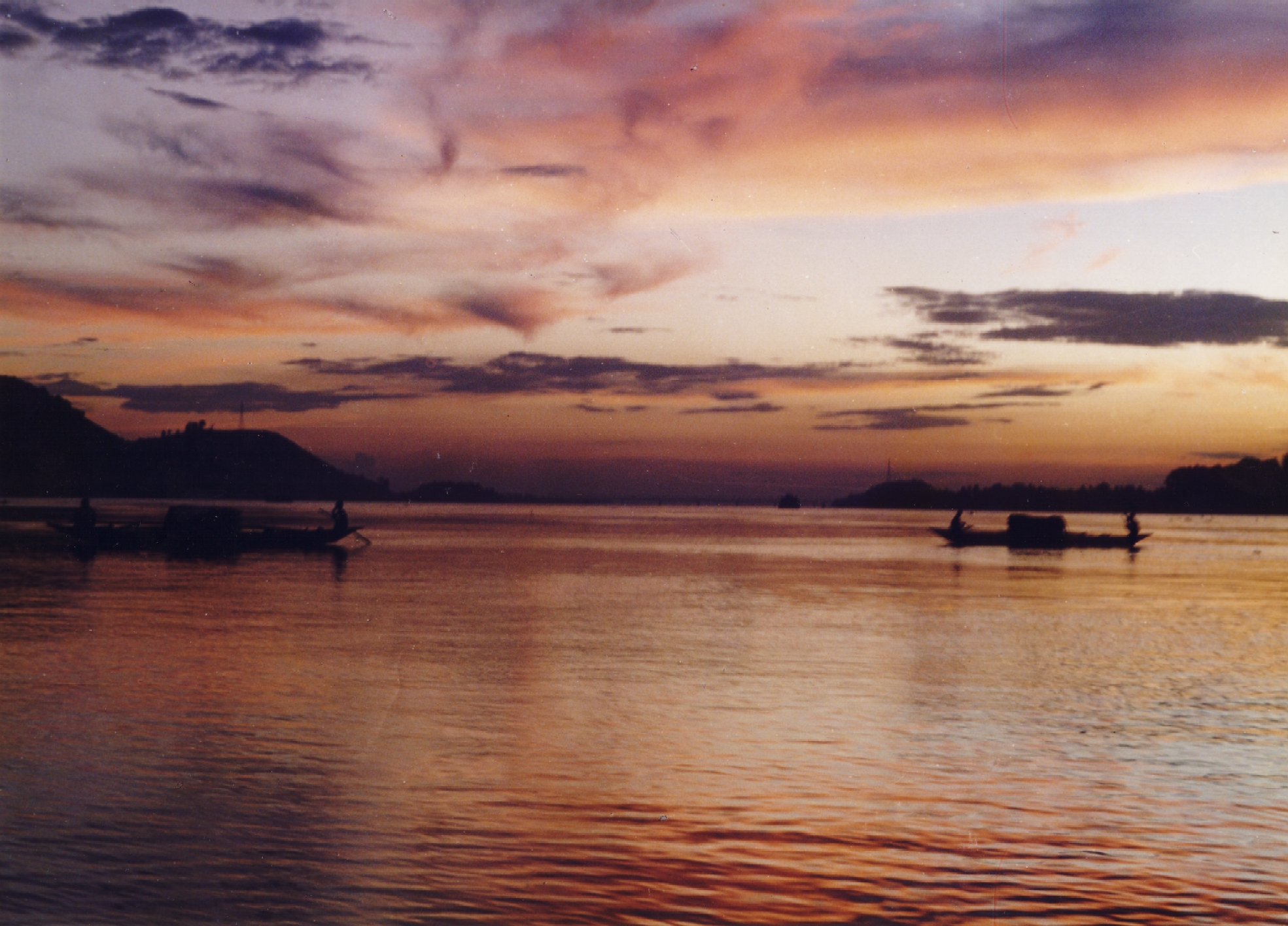
El río Brahmaputra en Sukleswar ghat, Guwahati.

El río Brahmaputra (en idioma sánscrito, ब्रह्मपुत्र, que significa 'el hijo de Brahmā') es uno de los ríos más largos de Asia. 
Las nacientes del río Brahmaputra se encuentran en el glaciar Kubigangri, cerca del monte Kailāsh, en el Himalaya, y discurre en dirección este por territorio chino, por la parte oeste del Tíbet, pasando cerca de Lhasa. Después de un recorrido de 2896 km desagua en el golfo de Bengala, en Bangladés, formando parte del delta del Ganges, el mayor delta del mundo. El río es conocido como Tsangpo en el Tíbet y en la zona central de Bangladés se divide en dos ramales, siendo el principal el río Jamuna, nombre con el que es conocido en esa región, y el otro, de menor caudal, el río Shitalakshya.
Es el Dyardanes o Œdanes de los antiguos griegos. Su recorrido por la zona tropical hace de su valle uno de los más ricos en diversidad biológica del mundo. Sus principales inundaciones permiten la fertilización del suelo, aunque son devastadoras. En su parte más baja, el río se considera sagrado para los hindúes, y se utiliza para el transporte de productos agrícolas.
Con origen en la región del lago Manasarovar, cerca del monte Kailāsh, en la vertiente norte del Himalaya, en el condado de Burang de la Tíbet, donde se conoce como el río Yarlung Tsangpo, fluye a lo largo del sur del Tíbet para atravesar el Himalaya en grandes gargantas (incluido el Gran Cañón Yarlung Tsangpo) y adentrarse en Arunachal Pradesh. Entra en la India cerca del pueblo de Gelling en Arunachal Pradesh y fluye hacia el suroeste a través del Assam. con el nombre de Brahmaputra y hacia el sur por Bangladés con el nombre de Jamuna (no confundir con el Yamuna de la India). En el vasto delta del Ganges, se funde con el Ganges, conocido popularmente como Padma en Bangladés, y se convierte en el Meghna para desembocar finalmente en el golfo de Bengala.
Con una longitud de 3969 km, el Brahmaputra es un río importante para el riego y el transporte en la región. La profundidad media del río es de 30 m y su profundidad máxima es de 135 m, en Sadiya. El río es propenso a inundaciones catastróficas en primavera, cuando se derrite la nieve del Himalaya. El caudal medio del río es de unos 19 800 m3/s, y las crecidas alcanzan unos 100 000 m3/s. Es un ejemplo clásico de río trenzado y es muy susceptible de migración del cauce y avulsión. También es uno de los pocos ríos del mundo que presenta una perforación por mareas. Es navegable en la mayor parte de su recorrido.
El río drena el Himalaya al este de la frontera indo-nepalesa, el centro-sur de la meseta tibetana por encima de la cuenca del Ganges, el sureste del Tíbet, las colinas de Patkai, la vertiente norte de las colinas de Meghalaya, las llanuras de Assam y el norte de Bangladés. La cuenca, sobre todo al sur del Tíbet, se caracteriza por una elevada pluviosidad. El Kangchenjunga (8586 m) es el único pico por encima de los 8.000 m y, por tanto, el punto más alto de la cuenca del Brahmaputra.
El curso superior del Brahmaputra fue desconocido durante mucho tiempo, y su identidad con el Yarlung Tsangpo no se estableció hasta la exploración de 1884-86. El río se denomina a menudo río Tsang. A menudo se le denomina río Tsangpo-Brahmaputra.
El curso bajo es sagrado para el hinduismo. Mientras que la mayoría de los ríos del subcontinente indio tienen nombres femeninos, este río tiene un raro nombre masculino. Brahmaputra significa "hijo de Brahma" en sánscrito.

## Toponimia
En tibetano el río es conocido como Mazang, Damqog Zangbo o Yarlung Tsangpo (ཡར་ཀླུངས་གཙང་པོ་; transliteración Wylie: yar kLungs gTsang po); en chino mandarín Yarlung Zangbo (雅鲁藏布; pinyin: Yǎlǔ Zàngbù) o Yǎlǔ Zàngbù Jiāng 雅鲁藏布江 (Jiāng significa 'río' en chino), en chino clásico Mǎquán Hé 马泉河, en ciertas zonas el nombre chino es Yairu Zangbo.
Como se ha señalado, en sánscrito «Brahmaputra» significa 'hijo de Brahmā'. En hindi se escribe ब्रह्मपुत्र, Brahmaputra; en Assam es ব্ৰহ্মপুত্ৰ, Brohmoputro; y en bengalí ব্রহ্মপুত্র, Brohmoputro. En sánscrito antiguo se llama Lauhitya y la gente del valle del Brahmaputra lo nombra como Luit.

## Geografía

### Curso en el Tíbet
El río Brahmaputra atraviesa en dirección este la meseta y las cordilleras del sudeste del Tíbet, hasta alcanzar el nordeste de la India y adentrarse en el estado de Arunachal Pradesh. En su travesía por el Tíbet, desde sus fuentes cercanas al monte Kaiosh hasta su ingreso en territorio indio, este río provee de una importante vía de transporte que va de oeste a este durante aproximadamente 1200 km, siendo probablemente el eje de navegación fluvial localizado a mayor altura del mundo.
El curso superior del río Brahmaputra, conocido como Yarlung Tsangpo en tibetano, nace en el glaciar Angsi, cerca del monte Kailash, situado en la vertiente norte del Himalaya, en el condado de Burang de la Tíbet. Anteriormente se pensaba que el río nacía en el glaciar Chemayungdung, que cubre las laderas del Himalaya a unos 60 mi (96,6 km) al sureste del lago Manasarovar, en el suroeste del Tíbet.
El río tiene una longitud de 3969 km (2466,2 mi) y un área de drenaje de 712 035 km² (274 917 mi²) según los nuevos hallazgos, mientras que documentos anteriores mostraban que su longitud variaba entre 2916 km (1811,9 mi) y 3364 km (2090,3 mi) y su área de drenaje entre 520 000 y 1 73 millones de km2.
Desde su nacimiento, el río discurre a lo largo de casi 1100 km (683,5 mi) en dirección generalmente este, entre la cordillera principal del Himalaya, al sur, y la cordillera del Kailas, al norte.

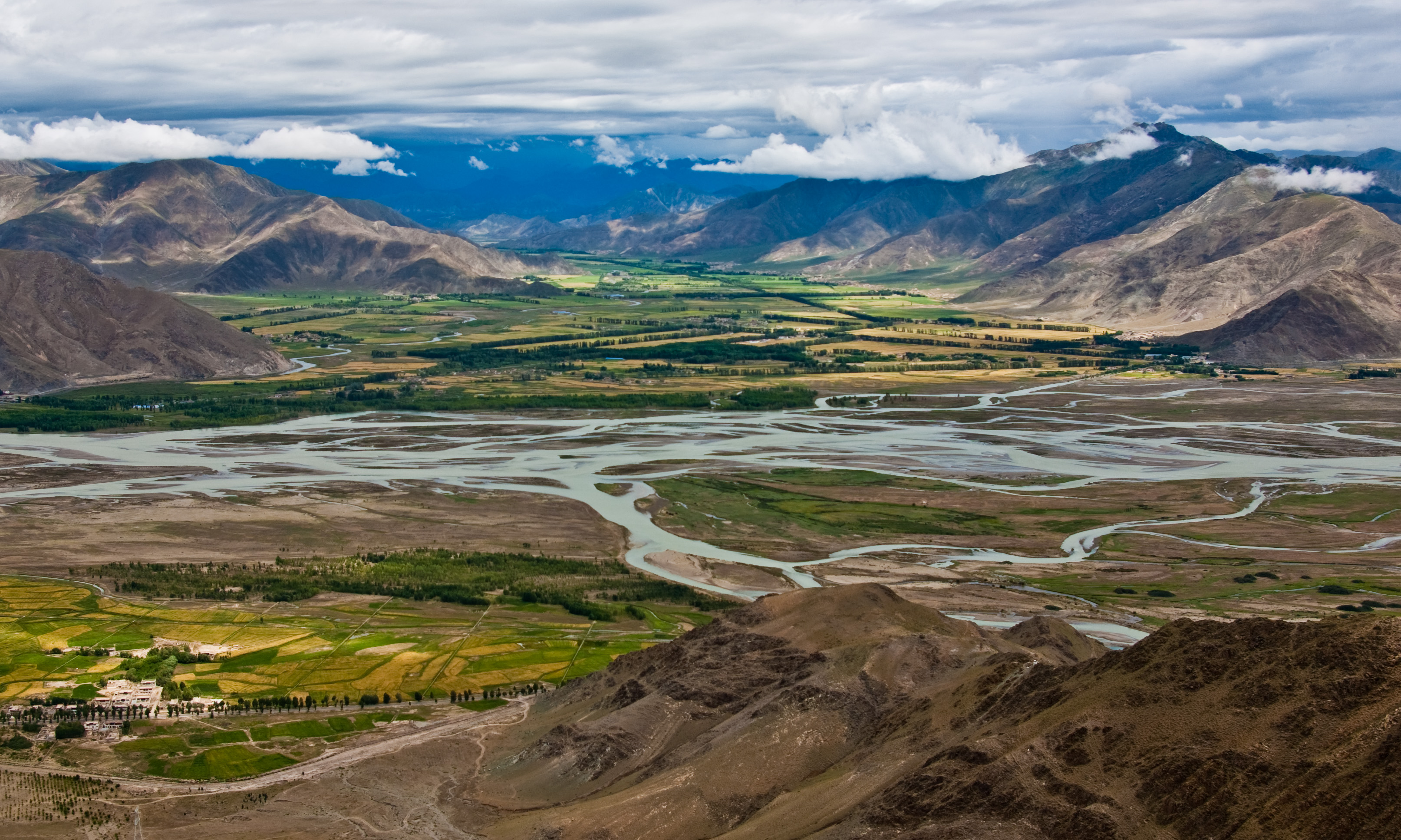
Yarlung Tsangpo

En el Tíbet, el Tsangpo recibe varios afluentes. Los afluentes más importantes de la orilla izquierda son el Raka Zangbo (Raka Tsangpo), que se une al río al oeste de Xigazê (Shigatse), y el Lhasa (Kyi), que fluye más allá de la capital tibetana de Lhasa y se une al Tsangpo en Qüxü. El río Nyang se une al Tsangpo por el norte en Zela (Tsela Dzong). En la orilla derecha, un segundo río llamado Nyang Qu (Nyang Chu) se une al Tsangpo en Xigazê.
Después de pasar Pi (Pe), en el Tíbet, el río gira bruscamente hacia el norte y el noreste y atraviesa una sucesión de grandes gargantas estrechas entre los macizos montañosos de Gyala Peri y Namcha Barwa en una serie de rápidos y cascadas. Después, el río gira hacia el sur y el suroeste y fluye por un profundo desfiladero (el Gran Cañón Yarlung Tsangpo) a través del extremo oriental del Himalaya, con paredes de cañón que se extienden hacia arriba durante 5000 m (5468,1 yd) y más a cada lado. Durante ese tramo, el río cruza la línea de control real China-India para entrar en el norte de Arunachal Pradesh, donde se conoce como río Dihang (o Siang), y gira más hacia el sur.

### Curso en la India y Bangladés
Entrando en Bangladés se le une el Tista (Teesta en el mapa), uno de sus mayores afluentes, y se divide en seguida en dos. La rama principal  toma el nombre de Jamuna y se dirige al sur donde confluye con el Ganges formando el Padma. La rama menor conserva el nombre de Brahmaputra, por ser la antigua rama principal, y se dirige al sudeste para unirse al Meghna. El conjunto de esos ríos forma el mayor delta fluvial del mundo, situado en su mayor parte en Bangladés. La región del delta es conocida como los Sundarbans («hermosos bosques»), una región de espeso bosque de manglar y uno de los principales hábitat del tigre de Bengala. En ella se encuentra el Parque Nacional de Sundarbans y fue declarada como Patrimonio de la Humanidad por la Unesco en el año 1997, comprendiendo un área protegida de 1395 km².
El sistema Tsampo-Brahmaputra es totalmente navegable en sus últimos 1290 km. 
Es uno de los pocos ríos del mundo que muestra el fenómeno del macareo, que se da cuando en las mareas más vivas una ola única remonta río arriba.
Es navegable en la mayor parte de su trayecto y sus zonas poco profundas son sagradas para los hindúes. El río es propenso a provocar inundaciones catastróficas en primavera cuando las nieves del Himalaya comienzan a derretirse.

## Características de la cuenca

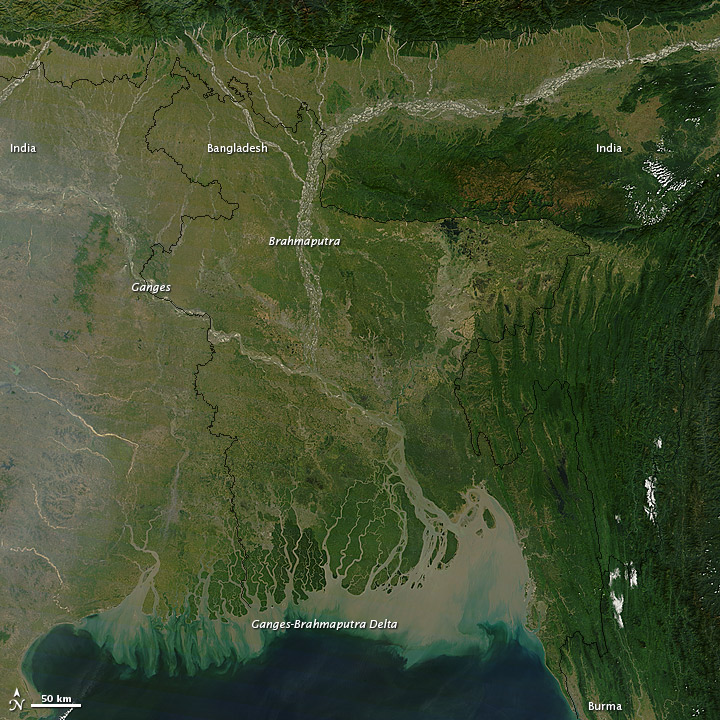
El río Brahmaputra desde el espacio

La cuenca del río Brahmaputra tiene 651.334 km² y es un buen ejemplo de río trenzado que serpentea bastante y forma con frecuencia bancos de arena temporales. En el río Jamuna se ha desarrollado una región de importante actividad tectónica, asociada al levantamiento del Himalaya y al desarrollo del antepaís de Bengala. Varios investigadores han planteado la hipótesis de que el control estructural subyacente en la ubicación de los principales sistemas fluviales de Bangladés. Morgan y McIntire han observado una zona de "debilidad estructural" a lo largo del curso actual de los ríos Ganga-Jamuna-Padma debida a una depresión o a una falla en profundidad. (1959). Scijmonsbergen (1999) sostiene que los cambios de anchura en el Jamuna pueden responder a estas fallas y también pueden causar un aumento de la sedimentación aguas arriba de la falla. Presentó unas imágenes para argumentar que una falla aguas abajo del puente multiusos de Bangabandhu ha afectado a la migración del canal. La profundización de la cuenca de Bengala ha producido enormes acumulaciones de sedimentos procedentes de la erosión del Himalaya, y el espesor de los sedimentos por encima del basamento precámbrico ha pasado de unos cientos de metros en la región de la plataforma a más de 18 km en el antepaís de Bengala, al sur. El contexto tectónico y climático para las grandes descargas de agua y sedimentos en los ríos de Bangladés fue establecido por el hundimiento en curso en la cuenca de Bengala, combinado con las altas tasas de elevación del Himalaya. Sin embargo, el control del levantamiento y la subsidencia está claro. Los cursos de los ríos Jamuna y Ganges son controles de primer orden debido a que están más influenciados por las terrazas del Pleistoceno levantadas de las extensiones de Barind y Madhupur.

## Historia

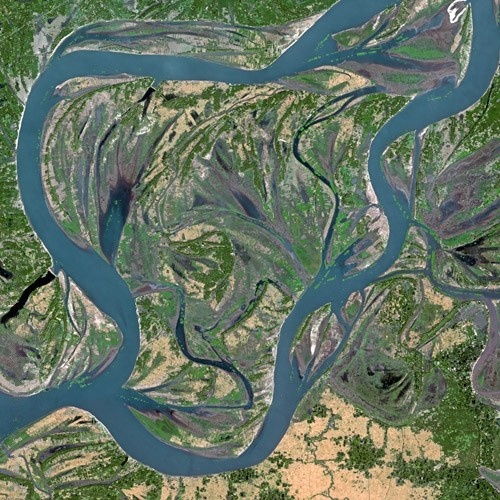
El río Brahmaputra visto desde un satélite SPOT

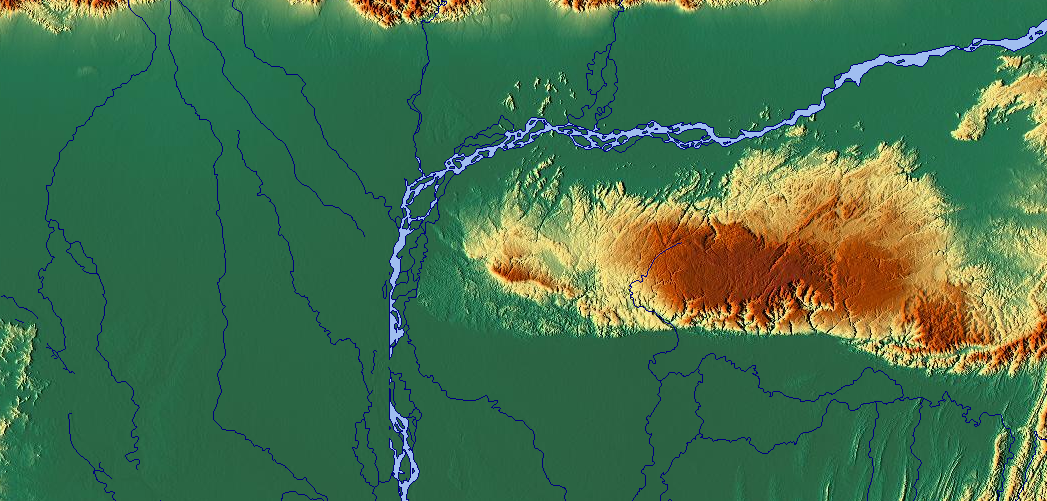
El Brahmaputra y sus afluentes en el noreste de la India y Bangladés

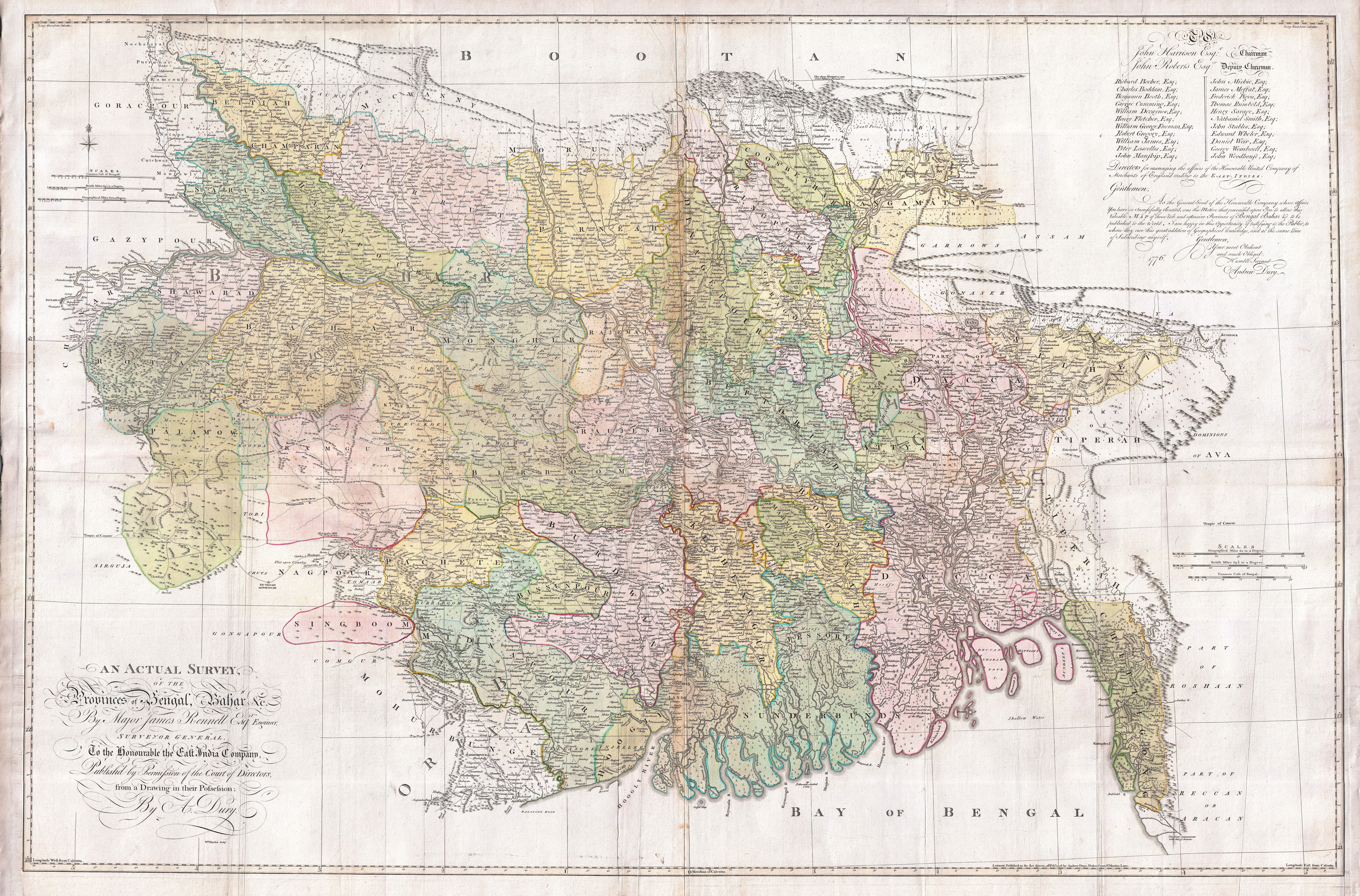
El mapa de James Rennell de 1776 muestra el caudal del Brahmaputra antes de un terremoto el 2 de abril de 1762 y el del río Teesta fluyendo en tres canales hacia el Ganges antes de una inundación en 1787.

En el curso alto del río se encuentra el origen de la dinastía Yarlung de reyes tibetanos, y en su valle (valle del Yarlun) se encuentran las tumbas de sus principales reyes.  En el valle de Assam
se desarrolló el antiguo reino indianizado de Kamarupa.

### Historia temprana
El grupo Kachari llamaba al río "Dilao", "Tilao".
Los primeros relatos griegos de Curcio y Estrabón dan su nombre como Dyardanes (Griego antiguo Δυαρδάνης) y Oidanes. En el pasado, el curso del bajo Brahmaputra era diferente y pasaba por los distritos de Jamalpur y Mymensingh. Parte del agua sigue fluyendo por ese curso, ahora llamado el Viejo Brahmaputra, como un distribuidor del cauce principal.
Una cuestión sobre el sistema fluvial de Bangladés es cuándo y por qué el Brahmaputra cambió su curso principal, en el lugar del Jamuna y la bifurcación del "Antiguo Brahmaputra" que puede verse comparando mapas modernos con mapas históricos anteriores al siglo XIX. Es probable que el Brahmaputra fluyera directamente hacia el sur a lo largo de su actual canal principal durante gran parte del tiempo transcurrido desde el último máximo glaciar, alternando entre los dos cursos varias veces a lo largo del Holoceno.
Una idea sobre la avulsión más reciente es que el cambio en el curso de las aguas principales del Brahmaputra se produjo repentinamente en 1787, año de la gran crecida del río Tista.

## Población
Entre 125 y 143 millones de personas viven en el delta,[cita requerida] a pesar de los riesgos de las inundaciones causadas por los monzones, la fuerte escorrentía de las nieves del Himalaya y los ciclones tropicales del Océano Índico Norte. Una gran parte de la nación de Bangladés se encuentra en el delta del Ganges; muchos de los habitantes del país dependen del delta para sobrevivir
Se cree que más de 300 millones de personas viven en el Delta del Ganges; aproximadamente 400 millones de personas viven en la cuenca del río Ganges, lo que la convierte en la cuenca fluvial más poblada del mundo. La mayor parte del Delta del Ganges tiene una densidad de población superior a 200/km² (520 personas por milla cuadrada),[cita requerida] lo que la convierte en una de las regiones más densamente pobladas del mundo.